# فيكتور جيرو
فيكتور جيرو (بالفرنسية: Victor Giraud)‏ (و. 1868 – 1953 م) هو فقيه لغوي، وباحث في الرومانسية، وصحفي، وأستاذ جامعي، وناقد أدبي، ومدرس فرنسي، ولد في ماكون، توفي في سارتروفيل، عن عمر يناهز 85 عاماً.

## التعليم
تعلم في مدرسة الأساتذة العليا
.

## جوائز
حصل على جوائز منها:

وسام جوقة الشرف من رتبة فارس